# Бигуасу
Бигуасу (порт. Biguaçu)  —  муниципалитет в Бразилии, входит в штат Санта-Катарина. Составная часть мезорегиона Гранди-Флорианополис. Входит в экономико-статистический  микрорегион Флорианополис. Население составляет 58 435 человек на 2006 год. Занимает площадь 324,521 км². Плотность населения — 180,1 чел./км².

## История
Город основан 17 мая 1833 года. 

## Статистика
- Валовой внутренний продукт на 2003 составляет 415.232.393,00 реалов (данные: Бразильский институт географии и статистики).
- Валовой внутренний продукт на душу населения на 2003 составляет 7.734,61 реалов (данные: Бразильский институт географии и статистики).
- Индекс развития человеческого потенциала на 2000 составляет 0,818 (данные: Программа развития ООН).